# Мурзагалиев, Халил
Халил Мурзагалиев (каз. Халил Мырзағалиев; 1911, Мечет-Кумский аулсовет — 1972, Алма-Ата) — советский ветеринар, главный ветеринарный врач районного отдела сельского хозяйства Таласского района Джамбульской области Казахской ССР, Герой Социалистического Труда (1948).

## Биография
Родился в 1911 году на территории Уральской области Российской империи (ныне — Бокейординский район Западно-Казахстанской области Республики Казахстан) в казахской семье.
В 1934 году окончил Уральский ветеринарный техникум, после чего работал помощником ветеринарного врача в совхозе № 6 Испульского района Гурьевской области. С 1936 года — в Фурмановском районном земельном отделе Западно-Казахстанской области.
В 1941 году окончил Саратовский зооветеринарный институт, после чего работал в разное время заведующим ветеринарным участком, старшим ветеринарным врачом Гмелинского и Кайсацкого районных земельных отделов Сталинградской области, главным ветеринарным врачом районного отдела сельского хозяйства Таласского района Джамбульской области. На этой должности добился значительных успехов, в связи с чем по итогам работы за 1947 год ему было присвоено звание Героя Социалистического Труда с вручением Ордена Ленина и золотой медали «Серп и Молот».
В последующем работал ветеринарным врачом в Коктерекском и Чуйском районах Джамбульской области, Алма-Атинском, Нарынкольском и Джамбульском районах Алма-Атинской области Казахской ССР.
В 1959 году вышел на пенсию по состоянию здоровья.
Скончался в 1972 году, похоронен на Кенсайском кладбище.

## Награды
- Звание Героя Социалистического Труда (23.07.1948) с вручением золотой медали «Серп и Молот» (№ 2493)[1]
- Орден Ленина (23.07.1948 — № 74586)
- Медали